# Police nad Metují (nádraží)
Police nad Metují je železniční stanice ležící v obci Bezděkov nad Metují, jihozápadně od města Police nad Metují v okrese Náchod v Královéhradeckém kraji poblíž řeky Metuje. Leží na jednokolejné neelektrizované trati Týniště nad Orlicí – Meziměstí.

## Historie
Stanice byla vybudována jakožto součást trati Rakouské společnosti státní dráhy (StEG) spojující Choceň a Meziměstí, kde železnice dosáhla hranice s Pruskem. Pravidelný provoz zde byl zahájen 25. července 1875. Nově postavené nádraží v Polici vzniklo jako stanice III. třídy, dle typizovaného stavebního vzoru navrženého architektem Wilhelmem von Flattichem.
Po zestátnění soukromých společností v Rakousku-Uhersku po roce 1908 pak obsluhovala stanici jedna společnost, Císařsko-královské státní dráhy (kkStB), po roce 1918 pak správu přebraly Československé státní dráhy.

## Popis
Nacházejí se zde tři nekrytá jednostranná nástupiště (jedno vnější u budovy a dvě vnitřní), k příchodu na vnitřní nástupiště slouží přechody přes koleje.